# Els Segadors
Els Segadors (« les moissonneurs » en catalan) est l'hymne national officiel de la Catalogne depuis 1993. Il est inspiré par un ancien chant populaire. Les paroles actuelles ont été écrites en 1899 par Emili Guanyavents et la mélodie a été adaptée par Francesc Alió en 1892.

## Histoire
Les paroles font référence à la guerre des faucheurs, soulèvement populaire catalan entre 1640 et 1652 contre l'augmentation des taxes prélevées par Philippe IV d'Espagne pour financer la guerre de Trente Ans. La mélodie populaire remonte au XVIIe siècle, exception faite du refrain qui est postérieur et n'appartient pas à la légende.
Cet hymne servit de chant de ralliement des Catalans républicains pendant la guerre d'Espagne. Il fut interdit par la dictature franquiste. Désormais, il retentit chaque année lors des événements de la Diada (fête nationale) le 11 septembre.
Créé en 1896 à Montserrat, lors d'une cérémonie de bénédiction du drapeau catalan, le Cant de la Senyera (« chant du drapeau »), hymne de l'Orfeó Català (« orphéon catalan ») : un poème de Joan Maragall i Gorina, mis en musique pour chœur mixte, a été utilisé de facto  à l'égal d'Els Segadors, jusqu'à ce qu'en 1993, il reçoive officiellement le statut d'hymne national.

## Paroles
| catalan | français |
| --- | --- |
| « Catalunya triomfant, tornarà a ser rica i plena. Endarrera aquesta gent tan ufana i tan superba. Bon cop de falç! Bon cop de falç, defensors de la terra! Bon cop de falç! Ara és hora, segadors. Ara és hora d'estar alerta. Per quan vingui un altre juny, esmolem ben bé les eines. Bon cop de falç! Bon cop de falç, defensors de la terra! Bon cop de falç! Que tremoli l'enemic, en veient la nostra ensenya. Com fem caure espigues d'or, quan convé seguem cadenes. Bon cop de falç! Bon cop de falç, defensors de la terra! Bon cop de falç! » | « La Catalogne triomphante, Redeviendra riche et prospère. En arrière tous ces gens, Si vaniteux et si méprisants. Bon coup de faux ! Bon coup de faux, défenseurs de la terre ! Bon coup de faux ! Maintenant, c’est l’heure, moissonneurs. Maintenant, c’est l’heure d’être en alerte. Pour quand vienne un autre juin, Aiguisons parfaitement les outils. Bon coup de faux ! Bon coup de faux, défenseurs de la terre ! Bon coup de faux ! Que l’ennemi tremble, En voyant notre enseigne Comme nous faisons tomber les épis d’or, le moment voulu, nous couperons nos chaînes. Bon coup de faux ! Bon coup de faux, défenseurs de la terre ! Bon coup de faux ! » |

## Usage
L'hymne est également chanté  avant chaque match des Dragons catalans, quel que soit le lieu du match que dispute ce club de rugby à XIII .